# Bamba blava

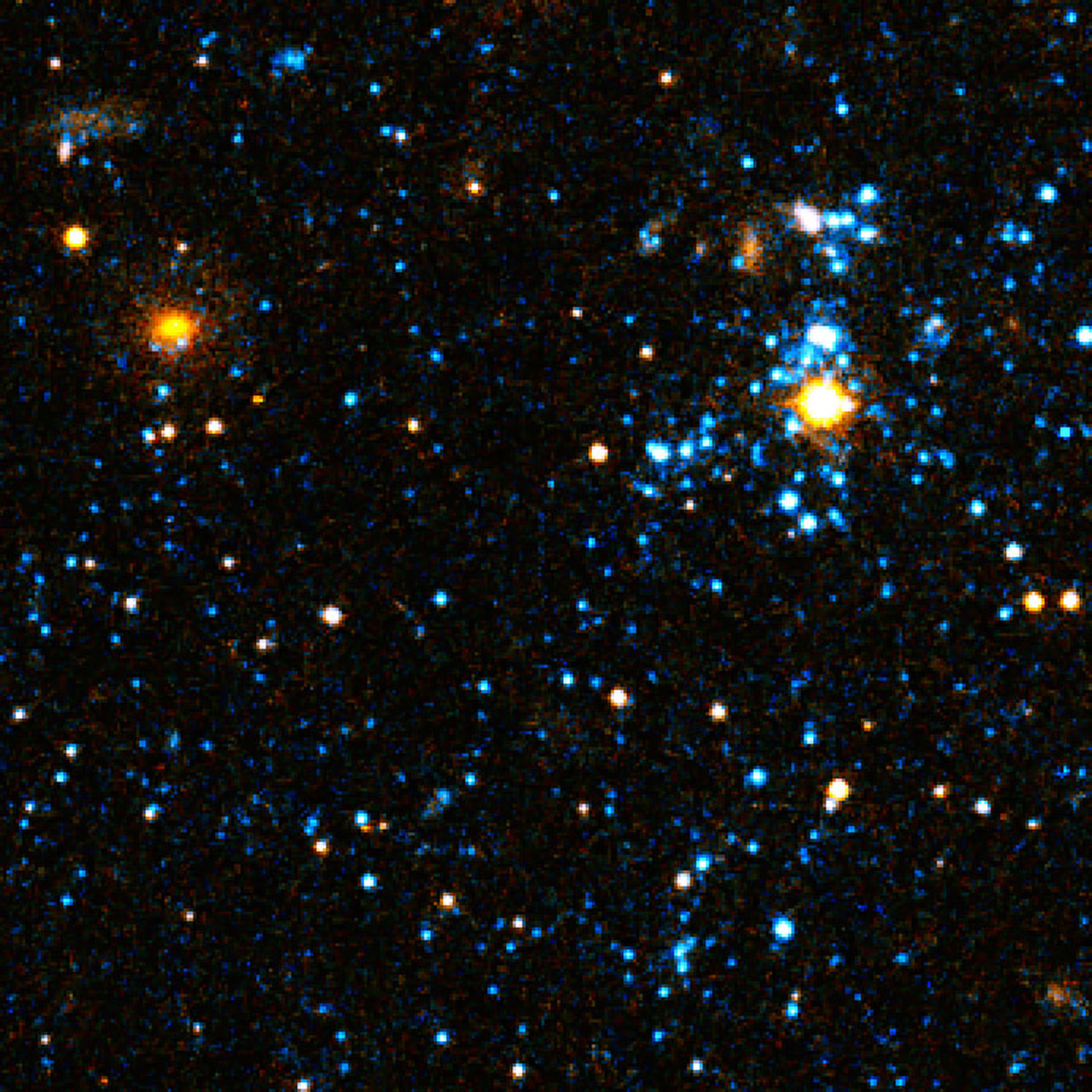
Imatges de bombolles blaves, telescopi espacial Hubble, a dotze milions d'anys llum.

Una bombolla blava (en anglès blue blobs) és un cúmul, o aglomerats d'estels que no pertanyen a cap galàxia. El fenomen fou descobert per l'astrònoma brasilera Duília de Mello. La seva formació es podria haver produït per col·lisions de gasos i les turbulències subseqüents. Al gener del 2008, el Telescopi espacial Hubble detectà aquests aglomerats entre tres galàxies que estaven col·lidint.
Aquests estels nasqueren en els vòrtexs creats per una col·lisió que es produí fa uns 200 milions d'anys. El pes d'aquestes bombes és de desenes de milers de masses solars, i encara no han estat estudiades en detall. Aquestes bombolles estan situades al llarg d'un prim pont de gas que uneix les galàxies en col·lisió, M81, M82 i NGC 3077, que són al voltant de 12 milions d'anys llum de la Terra.